# Dijak
Christopher Dijak (né le 23 avril 1987 à Leominster (Massachusetts)) est un catcheur américain, d'origine croate.

## Jeunesse
Dijak fait partie des équipes de football américain et de basketball de son lycée. Il étudie à l'université du Massachusetts à Amherst où il continue à jouer au football puis à l'université d'État de Bridgewater où il est membre des équipes de football et de basket.

## Carrière de catcheur

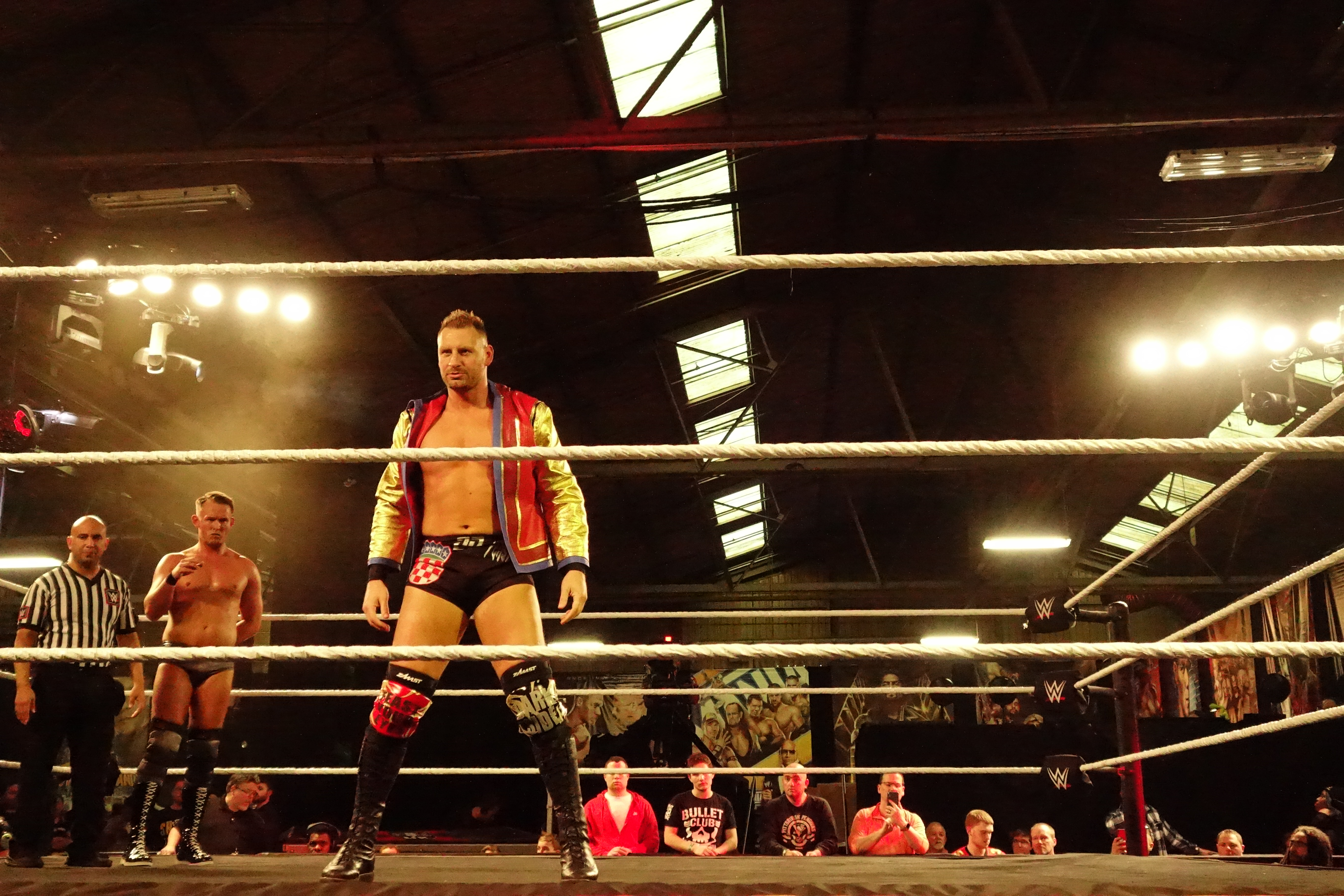
Christopher James Dijak sur un ring.

### Débuts et circuit indépendant (2013-2017)
Après avoir terminé ses études, Dijak commence à regarder les émissions de la World Wrestling Entertainment à la télévision puis décide de rechercher une école de catch. Il décide de s'entraîner à l'école de la New England Pro Wrestling. Il commence sa carrière à la Chaotic Wrestling, une autre fédération du Massachusetts.

### Ring of Honor (2015-2017)
Dijak participe au tournoi Top Prospect Tournament début 2015 qu'il remporte en éliminant Jake Dirden au premier tour le 10 janvier 2015 puis Ashley Sixx en demi finale le 7 février et enfin Will Ferrara (en) en finale le 7 mars,,. Sa victoire dans ce tournoi lui permet d'affronter Jay Lethal dans un match pour le championnat Télévision de la ROH deux semaines plus tard mais il refuse d'affronter Lethal car il intègre le clan House of Truth dont Lethal est membre.

### World Wrestling Entertainment (2017-2024)
Le 5 septembre 2017, il signe à la World Wrestling Entertainment. 

#### NXT (2018-2020)
Il fait ses débuts le 30 mai 2018 à NXT en perdant contre Ricochet.
En juillet 2018, il change de nom pour celui de Dominik Dijakovic.
Le 2 février 2019 lors du tournoi WWE Worlds Collide, il passe le premier tour en battant TJP mais il se fait éliminer lors du deuxième tour par Tyler Bate. Le 14 avril lors de WWE Worlds Collide, il représente NXT et perd contre Harper qui représentait SmackDown Live. 
Le 8 mai 2020, Dijakovic annonce sur Twitter qu'il est contraint de se retirer des rings pour une durée indéterminée car il doit subir une opération du genou.  
Lors de NXT TakeOver: Portland, il perd contre Keith Lee et ne remporte pas le NXT North American Championship.

#### Retribution (2020-2021)
Le 12 octobre à Raw, RETRIBUTION rejoint officiellement le show rouge. Plus tard dans la soirée, le clan attaque The Hurt Business, sur ordre de Mustafa Ali, qui confirme son rôle de leadership au sein du clan.

## Palmarès
- Chaotic Wrestling
  - 1 fois CW Heavyweight Champion
  - 1 fois CW New England Champion
  - 1 fois CW Tag Team Champion avec Mikey Webb

- Lancaster Championship Wrestling
  - Keystone Cup (2015) avec J. Diesel

- Pro Wrestling Resurgence
  - 1 fois PWR Heavyweight Champion

- Ring of Honor
  - Top Prospect Tournament (2015)

- WrestleMerica
  - 1 fois WrestleMerica Heavyweight Champion

## Récompenses des magazines
- Pro Wrestling Illustrated

| Année | 2015 | 2016 | 2017       | 2018 | 2019 | 2020 | 2021 | 2022       | 2023 | 2024 |
| ----- | ---- | ---- | ---------- | ---- | ---- | ---- | ---- | ---------- | ---- | ---- |
| Rang  | 216  | 318  | Non classé | 291  | 290  | 104  | 207  | Non classé | 457  | 181  |